# Suicidal Angels
Suicidal Angels est un groupe de thrash metal grec. Il est formé en 2001 par le chanteur et guitariste du groupe, Nick Melissourgos. Le groupe trouve son inspiration dans les compositions des grandes formations de Thrash metal des années 80 et 1990, en particulier du groupe américain Slayer.

## Biographie

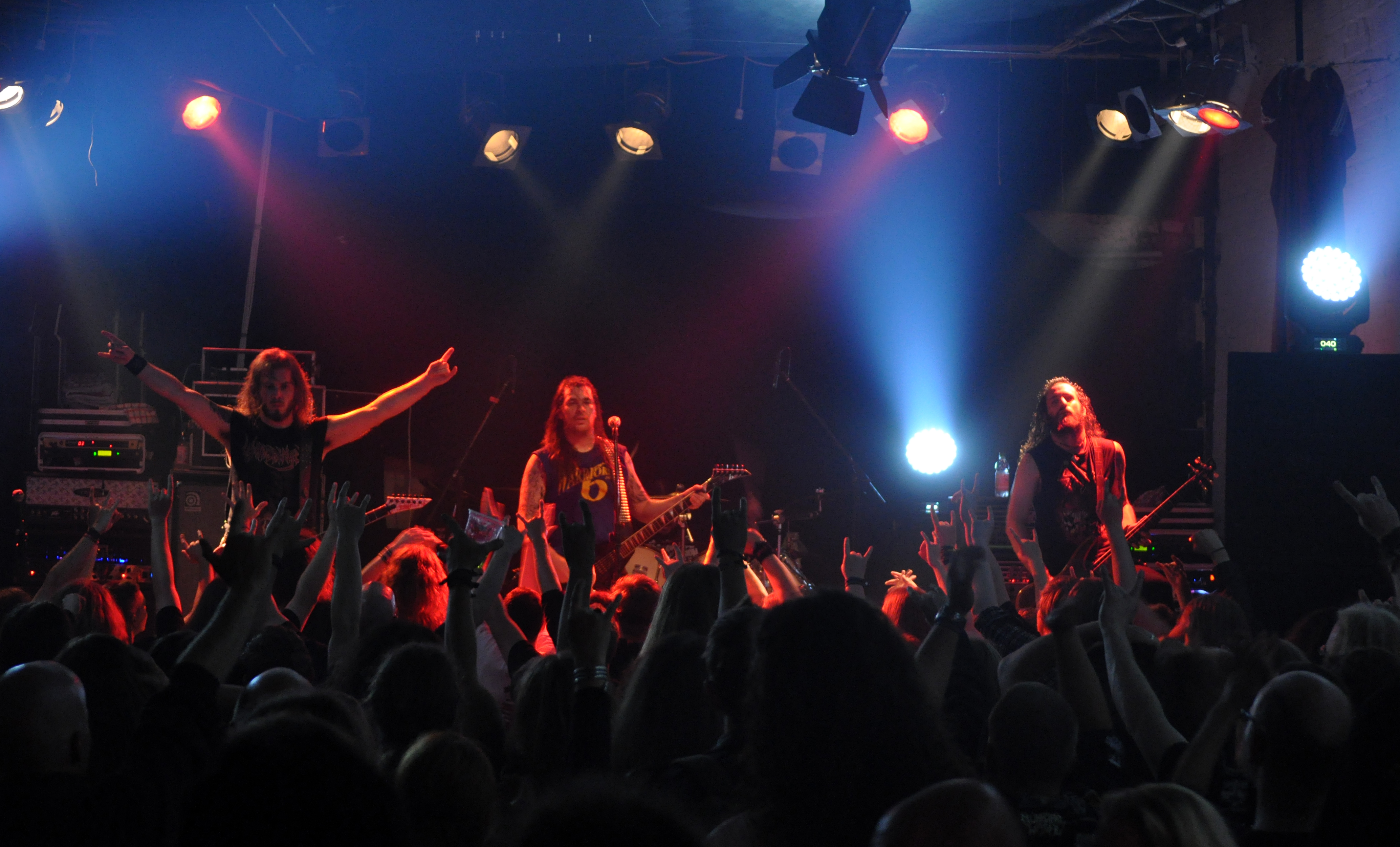
Suicidal Angels en 2012.

Suicidal Angels est formé en 2001 en tant que projet scolaire par son chanteur et guitariste. L'année suivante, le groupe sort sa première production, la démo United by Hate. En 2003, Suicidal Angels produit une deuxième démo, Angels' Sacrifice, sortie suivie en 2004 par The Calm Before the Storm. Quelques mois plus tard, le groupe sort son premier EP, intitulé Bloodthirsty Humanity. Deux ans plus tard, un second EP sort, intitulé Armies of Hell.
Pendant le mois de janvier de l'année 2007, Suicidal Angels' entre en studio pour y enregistrer son premier véritable album, Eternal Domination. Dès la sortie de l'album, la réputation ainsi que la renommée du groupe ont considérablement augmenté. Pendant cette année, ils sont partis en tournée avec le groupe de black metal Rotting Christ pendant leur Theogonia's Tour. Quelques mois plus tard, Suicidal Angels part en tournée avec Onslaught et Massacre. Pendant le mois de novembre, la formation fait un concert à Athènes avec le groupe de thrash metal Kreator.
En mars 2009, le groupe repart en studio pour enregistrer un deuxième album, Sanctify the Darkness. La sortie de cet album est suivie d'une tournée avec les groupes Kataklysm et Overkill. Au cours de cette année, Suicidal Angels participera à de grands festivals de metal européens, comme le Wacken Open Air, le Metalcamp ou encore l'équivalent grec du Sonisphere Festival,.
L'année suivante, après la sortie de Sanctify the Darkness, en novembre 2009, le groupe sort Dead Again, son troisième album studio. La pochette est réalisée par ED Repka, artiste connu dans le milieu du metal pour son travail avec les groupes Megadeth, Atheist, Municipal Waste, Nuclear Assault ou encore Death. Pendant l'hiver 2010, Suicidal Angels participe au Thrashfest avec les groupes Death Angel, Exodus et Kreator. Au printemps 2011, le groupe joue dans l'est de l'Europe, encore une fois avec Death Angel et participe à d'autres festivals en Ukraine.
En janvier 2012, le groupe sort Bloodbath, qui est leur quatrième album studio. Il atteint la 84e place des classements allemands, et la 78e place des classements autrichiens. La sortie de l'album suit de la tournée Full of Hate avec Cannibal Corpse, Behemoth, Legion of the Damned, et Misery Index. Après cette tournée, le groupe est confirmé pour d'autres festivals, comme le Brutal Assault Open Air.
Peu après la fin de l'été, des changements de formation s'effectuent avec l'arrivée de Chris à la guitare. Suicidal Angels joue pendant la nouvelle année en Amérique du Sud, avec une première halte à Mexico puis des concerts au Brésil. De retour chez lui, le groupe recommence à tourner.
Le groupe entre au studios Zero Gravity à Athènes, et y enregistre son cinquième album. Dix jours plus tard, et après un autre changement de formation, cette fois à la basse, le nouvel album, intitulé Divide and Conquer, est enregistré. Ils s'envolent ensuite pour la Suède afin de travailler aux Fredman Studios de Göteborg, avec le producteur Fredrik Nordstrom. L'album est publié le 10 janvier 2014, et atteint la 82e place des classements allemands. Peu après, ils effectuent leur tournée Conquering Europe. La tournée est enregistrée et publiée en 2016 sous forme d'album live. Cette même année, le groupe publie l'album Division of Blood.

## Membres

### Membres actuels
- Nick Melissourgos - chant, guitare (depuis 2001)
- Orfeas Tzortzopoulos - batterie (depuis 2003)
- Angel Kritsotakis - basse (depuis 2014)
- Gus Drax - guitare (depuis 2016)

### Anciens membres
- Christina Gemidopoulou - basse (2005–2006)
- Sotiris Skarpalezos - basse (2006–2009)
- Themis Katsimichas - guitare (2005–2009)
- Panos Spanos - guitare (2009-2012)
- Angel Kritsotakis - basse (2009–2013)
- Chris Tsitsis - guitare (2012-2016)

## Discographie

### Albums studio
- 2007 : Eternal Domination
- 2009 : Sanctify the Darkness
- 2010 : Dead Again
- 2012 : Bloodbath
- 2014 : Divide and Conquer
- 2016 : Division of Blood
- 2019 : Years of Aggression
- 2024 : Profane Prayer

### Album live
- 2016 : Conquering Europe

### Démos et EP
- 2002 : United by Hate (démo)
- 2003 : Angels' Sacrifice (démo)
- 2004 : The Calm Before the Storm (démo)
- 2004 : Bloodthirsty Humanity (EP)
- 2006 : Armies of Hell (EP)